# Ago C.IV

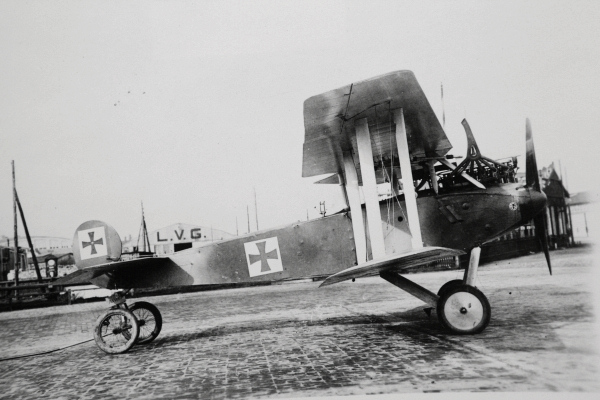
AGO C.IV wczesnej serii

Ago C.IV – niemiecki samolot rozpoznawczy z drugiej połowy I wojny światowej, produkowany w latach 1916–1917 roku w zakładach AGO. Jednosilnikowy dwupłat o konstrukcji przeważnie drewnianej.
Wyprodukowano co najmniej 214 sztuk, które były używane na froncie w niewielkiej liczbie od grudnia 1916 roku. Wyróżniał się bardziej zaawansowaną aerodynamicznie konstrukcją od niemieckich samolotów porównywalnej klasy, lecz był trudny w pilotażu.

## Historia
Samolot Ago C.IV był drugą i ostatnią konstrukcją samolotu niemieckiej firmy AGO, produkowaną w większej liczbie – po dwubelkowym C.I ze śmigłem pchającym z początkowego okresu I wojny światowej. Celem wytwórni było stworzenie samolotu rozpoznawczego (niemieckiej klasy C) o wysokich osiągach. W odróżnieniu od C.I nowy samolot był zbudowany w klasycznym układzie dwupłatu ze śmigłem ciągnącym, lecz zastosowano w nim kilka niekonwencjonalnych rozwiązań konstrukcyjnych. Dużą wagę przyłożono do aerodynamiki i zmniejszenia liczby elementów stwarzających opór, jak druty usztywniające. Samolot wyróżniał się unikalnymi jak na tamte czasy skrzydłami o trapezowym obrysie, silnie zwężającymi się i zmniejszającymi grubość w kierunku na zewnątrz – w celu zmniejszenia oporu. Skomplikowana wewnętrzna struktura drewnianego skrzydła, o zbiegających się dźwigarach i żebrach różnego kształtu, powodowała jednak, że było ono trudniejsze w produkcji, co ograniczało liczbę produkowanych maszyn. Kolejnym unikalnym i opatentowanym rozwiązaniem była rezygnacja z tradycyjnej dla dwupłatów wewnętrznej pary rozpórek w komorze płatów i zastosowanie w tym miejscu tylko pojedynczych tylnych rozpórek, ze zredukowanym odrutowaniem, w celu zwiększenia pola ostrzału karabinu maszynowego obserwatora do przodu przez komorę płatów.
Prace nad projektem samolotu rozpoczęto pod koniec 1915 roku. Prototyp oblatany wiosną 1916 roku różnił się od samolotów seryjnych tępym nosem kadłuba i brakiem kołpaka śmigła. Z uwagi na bardzo dobre osiągi, Inspektorat Lotnictwa (Idflieg) zamówił w czerwcu 1916 roku pierwsze 24 samoloty. Jeszcze w czerwcu wariant produkcyjny by testowany w ośrodku Adlershof. Pomimo nienadania mu oficjalnie oznaczenia klasy CL, był on uważany przez Idflieg za prekursora nowej klasy lżejszych samolotów dwupłatowych. Na przełomie 1916 i 1917 roku w zakładach Ago wyprodukowano dalsze 124 samoloty na podstawie trzech zamówień. Jeszcze w październiku 1916 roku lotnictwo złożyło zamówienie na dużą partię 250 samolotów produkowanych na licencji w zakładach sterowcowych Schütte-Lanz, ale wyprodukowano ich tam tylko 66, pod oznaczeniem Ago C.IV(Schül) – do czasu anulowania zamówienia w październiku kolejnego roku. Pierwsze ze zbudowanych tam samolotów testowano w maju 1917 roku. Również w tym samym miesiącu lotnictwo złożyło ostatnie zamówienie na 100 sztuk w zakładach Ago, lecz we wrześniu je anulowało, po wykonaniu być może nielicznych samolotów. Ponadto 10 samolotów oznaczonych Ago C.IV(Rat) zostało zamówionych w 1916 roku w fabryce wagonów Rathgeber w Monachium, lecz nie zostały one ukończone, a przeznaczono je na części zamienne. Wobec powyższego ogółem zbudowano co najmniej 214 samolotów.

## Użycie
Pierwsze samoloty Ago C.IV znalazły się na froncie w grudniu 1916 roku. Początkowo dochodziło do częstych złamań kadłubów przy lądowaniu, lecz zostały one wzmocnione w styczniu 1917 roku. Dochodziło na nich również do wypadków z powodu przeciągnięcia, co spowodowało ich uziemienie w kwietniu – do czasu wprowadzenia ulepszeń w maju–czerwcu 1917 roku (dodania lotek na dolnym płacie i statecznika pionowego). Samoloty jednak nie cieszyły się popularnością wśród załóg, przyzwyczajonych do prostszych w pilotażu samolotów z klasycznymi prostokątnymi skrzydłami. Z tych powodów ostatecznie we wrześniu 1917 roku zdecydowano o zakończeniu produkcji. Ich własności lotne były krytykowane przez lotników, szczególnie niestabilność w locie. Niektórzy krytykowali też umiarkowaną prędkość wznoszenia, aczkolwiek była ona oceniana również jako dobra. Zaletą była natomiast wysoka prędkość, utrudniająca przechwycenie.
Na koniec lutego 1917 roku liczba Ago C.IV na froncie sięgnęła 25. Po ich czasowym wycofaniu, na koniec sierpnia 1917 roku raportowano największą ich liczbę – 90 (4% z 2061 samolotów kategorii C na froncie). Na koniec października było ich na froncie 42, a na koniec lutego 1918 roku wykazano jeszcze 3 samoloty, po czym typ ten do kwietnia zniknął z inwentarza.
Jeden Ago C.IV został zdobyty przez Brytyjczyków – po zmuszeniu do lądowania 29 lipca 1917 roku otrzymał znaki brytyjskie 32. Dywizjonu i numery G.57, lecz został później rozbity.

## Opis techniczny

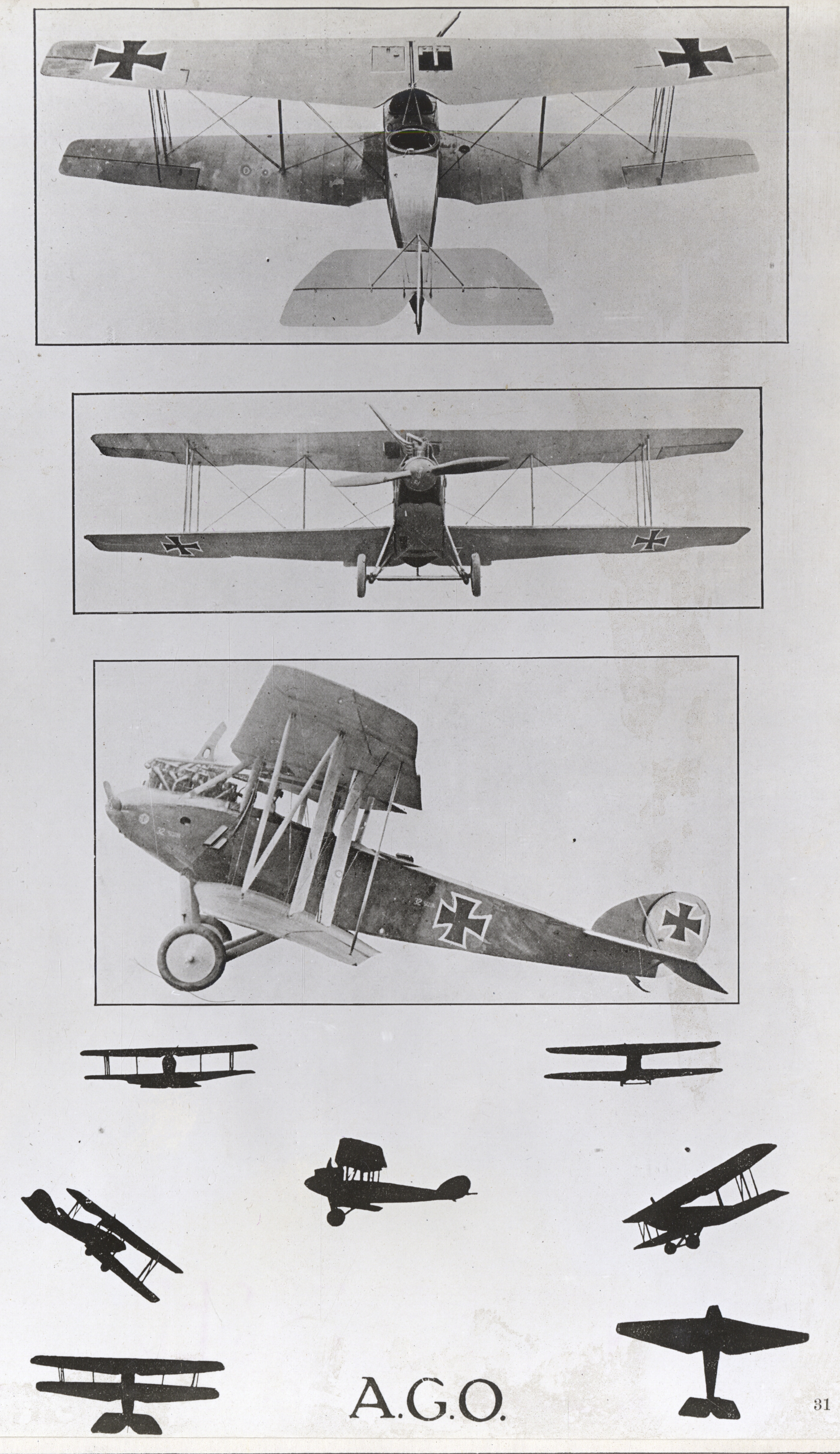
Tablica identyfikacyjna samolotu Ago C.IV

Samolot Ago C.IV był dwumiejscowym dwupłatem o konstrukcji mieszanej, przeważnie drewnianej. Kadłub kratownicowy o przekroju prostokątnym, z czterema drewnianymi podłużnicami (w przedniej części z jesionu, w tylnej ze świerku) oraz poziomymi i pionowymi poprzeczkami z rur stalowych. Kratownica usztywniona za kabiną obserwatora wewnętrznym odrutowaniem, a w przedniej części – diagonalnymi rurami. Kadłub kryty w przedniej części blachą aluminiową, w rejonie kabin sklejką, a w tylnej części płótnem (na dolnej powierzchni kryty blachą aluminiową aż do kabin, a sklejką za nimi do ogona). Odkryte osobne kokpity załogi – z przodu miejsce pilota, z tyłu strzelca-obserwatora. Zaokrąglone oprofilowanie górnej części kadłuba za kabinami było zdejmowane. Usterzenie klasyczne, na końcu kadłuba. Usterzenie poziome o obrysie trapezowym i rozpiętości 3490 mm. Zbalansowany ster kierunku o kształcie zbliżonym do przecinka. Wczesne samoloty nie miały statecznika pionowego przed sterem – później został on dodany dla polepszenia własności lotnych. Usterzenie poziome konstrukcji drewnianej, statecznik i ster o konstrukcji z rur stalowych, kryte płótnem. Statecznik poziomy podparty lekkimi zastrzałami do kadłuba i statecznika pionowego.
Skrzydła o obrysie trapezowym, zwężające się w stronę końcówek, konstrukcji drewnianej, kryte płótnem. Konstrukcję skrzydeł stanowiły dwa zbiegające się sosnowe dźwigary belkowe oraz żebra z drewna topolowego i jesionowego. W krawędzi spływu górnego płata było trójkątne wycięcie nad kabiną obserwatora. Skrzydło dolne miało taką samą rozpiętość i obrys, jak górne. Centropłat podparty był na zastrzałach. Komora płatów dwuprzęsłowa, usztywniona rozpórkami i drutami. Na zewnątrz zastosowano parę położonych blisko siebie oprofilowanych rozpórek, a wewnątrz tylko pojedyncze tylne rozpórki. Późne samoloty miały dodatkową ukośną rozpórkę dla usztywnienia między zewnętrznymi parami rozpórek, w formie litery N. Lotki były na obu płatach, połączone popychaczami (na wczesnych samolotach lotki tylko na górnym płacie).
Podwozie samolotu typowe dla tego okresu: stałe, klasyczne, z osią niedzieloną, z dwoma goleniami w formie litery V z oprofilowanych rur, usztywnionymi drutami. Oś również oprofilowana, z hamulcem szczękowym pośrodku. Rozstaw kół wynosił 1980 mm, średnica 810 mm. Z tyłu była płoza ogonowa.
Samolot był napędzany 6-cylindrowym silnikiem rzędowym Benz Bz.IV o mocy 220 KM. Silnik z cylindrami pionowymi, chłodzony cieczą, umieszczony był z przodu kadłuba, osłonięty panelami z blachy i częściowo wystający ponad kadłub. Nad silnikiem kolektor wylotowy i wspólna rura wydechowa, wyprowadzona w górę w prawo nad płat. Chłodnica cieczy znajdowała się w prawej części centropłata, a opadowy zbiornik paliwa w jego lewej części, nad kabiną pilota. Rury były prowadzone wewnątrz zastrzałów dla zmniejszenia oporów. Główny zbiornik paliwa był umiejscowiony pod siedzeniem pilota. Śmigło dwułopatowe z kołpakiem, przechodzącym w oprofilowanie przodu kadłuba. Średnica śmigła wnosiła 2900 mm.
Uzbrojenie stanowił jeden stały zsynchronizowany karabin maszynowy pilota oraz jeden ruchomy karabin maszynowy Parabellum LMG14 kalibru 7,92 mm strzelca na obrotnicy. Stały karabin maszynowy LMG 08/15 (Spandau) kalibru 7,92 mm był zamocowany na zewnątrz, wysoko po lewej stronie obok silnika. Dzięki rezygnacji z przednich wewnętrznych rozpórek i części odrutowania w komorze płatów obserwator miał pewne możliwości prowadzenia ostrzału na skos do przodu, poprzez komorę płatów. Przed kabiną obserwatora montowano prostokątną ramkę z drutu dla ograniczenia możliwości prowadzenia ognia w kierunku śmigła.